# Raye-sur-Authie
Raye-sur-Authie település Franciaországban, Pas-de-Calais megyében. Lakosainak száma 228 fő (2022. január 1.). Raye-sur-Authie Mouriez, Guigny, Labroye, Regnauville, Le Boisle és Dompierre-sur-Authie községekkel határos.

## Népesség
A település népessége az elmúlt években az alábbi módon változott:
| Lakosok száma | 229  | 243  | 251  | 250  | 244  | 239  | 233  | 230  | 228  |
|               | 2013 | 2015 | 2016 | 2017 | 2018 | 2019 | 2020 | 2021 | 2022 |